# Schloss Zajezda

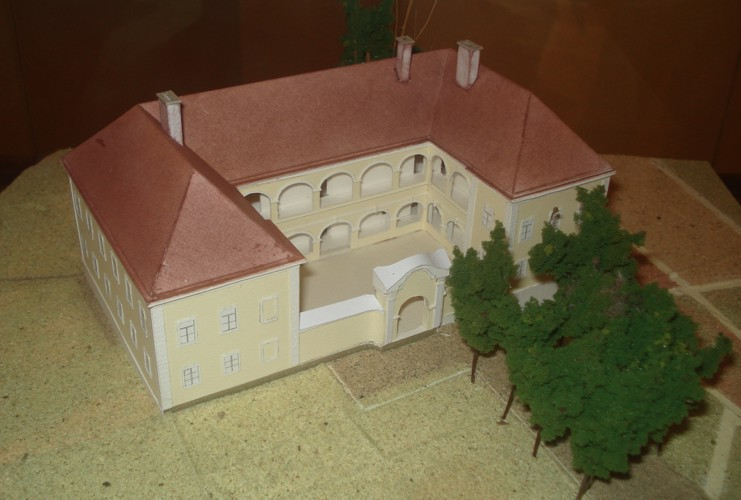
Modell von Schloss Zajezda

Schloss Zajezda befindet sich im Dorf Zajezda, das zur Gemeinde Budinščina im kroatischen Zagorje gehört.
Es war das Stammschloss der kroatischen Adelsfamilie Patačić, die es als Prädikat verwandte (Patachich de Zajezda). Der Zeitpunkt des Baues ist nicht bekannt, jedoch ist es in dem berühmten Buch Status familiae Patachich aus dem Jahr 1740 genannt. Die Ausstattung der Burg stammt aus späterer Zeit und wird dem steirischen Architekten Johann Fuchs zugeschrieben. Hier wurde 1717 Erzbischof Adam Patačić geboren.
Das Schloss besitzt drei Flügel, die einen geschlossenen Innenhof umfassen, der auf der vierten Seite von einer Mauer mit Portal begrenzt ist. Die Flügel des Innenhofes sind mit Arkaden gesäumt. Bemerkenswert sind der Zentralsalon, die Kapelle und die Treppe. An einigen Stellen sind dekorative Stuckdecken erhalten. Das Schloss wurde 1984 von einem Erdbeben zerstört, danach ausgeräumt und dem Verfall preisgegeben.
Am Ende des 19. Jahrhunderts war vor dem Eingang zum Schloss ein kleiner Park, von dessen Fläche nur mehr ein kleiner Teil erhalten ist. Eine echte Parkanlage hat Zajezda nie besessen, jedoch befand sich südlich des Schlosses ein großer Garten und östlich des Gartens und im Norden waren landwirtschaftliche Gebäude mit einem großen Innenhof.